# Blalock-Thomas-Taussig-Anastomose
Die Blalock-Anastomose oder Blalock-Taussig-Shunt (nach Alfred Blalock, Chirurg, Baltimore, 1899–1964 und Helen Brooke Taussig, Kardiologin, Baltimore/Boston, 1898–1986) wird, früher als abschließende, heute als vorbereitende Palliativoperation bei bestimmten zyanotischen Herzfehlern eingesetzt. Ein Ast der Arteria subclavia (oder Arteria carotis communis) wird abgetrennt und mit der Arteria pulmonalis (Lungenschlagader) verbunden (anastomosiert). Dadurch wird der Lunge Blut aus dem zyanotischen Körperkreislauf zugeführt, so dass mehr Blut durch die Lunge fließt und Sauerstoff aufnehmen kann. Die Zyanose wird gemildert, bis eine Korrektur- oder endgültige Palliativoperation durchgeführt werden kann.
Ein klassischer Anwendungsgrund ist die Fallot-Tetralogie, in neuerer Zeit kommen weitere Herzfehler aus dem Single-Ventricle-Formenkreis hinzu. Das Abtrennen des Astes der Arteria subclavia hat in der Regel keine negativen Auswirkungen auf das Wachstum des betroffenen Armes. Die erste Operation fand am 29. November 1944 statt.
Gegen Ende des 20. Jahrhunderts kam mit der moderneren Medizintechnik die modifizierte Blalock-Taussig-Anastomose auf, bei der die Arteria subclavia nicht mehr durchtrennt wird, sondern durch ein künstliches Gefäß (Goretex-Shunt) mit der Pulmonalarterie verbunden wird. Eine alternative Operationsform ist der Kirklin-Shunt, bei dem ein zentraler Shunt zwischen Aorta und Pulmonalarterienstamm angelegt wird.
Die Entwicklung der Operationstechnik, an der neben Blalock und Taussig auch Vivien Thomas wesentlich beteiligt war, wurde nach Thomas’ Autobiografie „Partners of the Heart“ unter dem Titel „Ein Werk Gottes“ 2004 verfilmt.
Siehe auch Sano Shunt